# Ștefan Gavrilă
Ștefan Gavrilă (* 27. August 1989 in Azuga, Kreis Prahova) ist ein rumänischer Biathlet.
Ștefan Gavrilă bestritt seine ersten internationalen Rennen ab dem Jahr 2007 im Junioren-Europacup, dem späteren IBU-Cup. Erste internationale Meisterschaften wurden die Juniorenweltmeisterschaften 2008 in Ruhpolding, bei denen er die Ränge 72 im Einzel und 67 im Sprint belegte. Mit Roland Gerbacea und Remus Faur verpasste er im Staffelrennen als Viertplatzierter knapp um einen Rang den Gewinn einer Medaille. Bei den Europameisterschaften 2008 in Nové Město na Moravě verpasste er im Einzel erneut als Viertplatzierter den Gewinn einer Medaille nur knapp. Im Sprint wurde er 66., im Staffelrennen mit Gerbacea, Faur und Cristian Marian Mosoiu Elfter. 2009 startete Gavrilă bei drei internationalen Juniorenmeisterschaften. Zunächst nahm der Rumäne an den Juniorenweltmeisterschaften in Canmore teil, wo er auf die Plätze 62 im Einzel, 40 im Sprint, 42 im Verfolgungsrennen und mit Gerbacea, Adrian Cojenelu und Faur Neunter mit der Staffel wurde. Es folgten die Europameisterschaften in Ufa, wo Gavrilă 18. des Einzels, 24. des Sprints und 31. der Verfolgung wurde und mit der Staffel in Junioren-WM-Besetzung Fünfter wurde. Im weiteren Jahresverlauf nahm er an den Sommerbiathlon-Weltmeisterschaften teil. Bei den Crosslauf-Rennen erreichte er Rang 19 im Sprint und 22 in der Verfolgung, auf Skirollern wurde er 41. des Sprints und 36. der Verfolgung. Mit Réka Ferencz, Luminița Pișcoran und Gerbacea gewann er zudem im Mixed-Staffelrennen die Bronzemedaille. Auch im Mixed-Staffelrennen bei den Junioren-Europameisterschaften in Otepää gewann er mit Ferencz, Diana Mihalache und Gerbacea die Bronzemedaille. Im Einzel wurde er 36., das Sprintrennen beendete er nicht. Seine letzten Juniorenrennen bestritt Gavrilă bei den Sommerbiathlon-Weltmeisterschaften 2010 Duszniki-Zdrój, wo er 16. des Sprints und 23. im Verfolgungsrennen wurde.
Sein erstes Rennen bei den Männern bestritt Gavrilă 2008 im IBU-Cup, beendete aber sein erstes Sprintrennen in Martell nicht. Es dauerte bis 2009, dass er in Idre als 141 in einem Sprint ins Ziel kam und im folgenden Sprint als 94. erstmals eine zweistellige Platzierung erreichte. In Martell gewann der Rumäne als 35. eines Einzels im weiteren Verlauf der Saison 2009/10 seine ersten Punkte in der zweithöchsten Rennserie. 2009 bestritt er in Östersund auch sein erstes Rennen im Weltcup und kam auf Rang 121 im Einzel und wurde 89. des Sprintrennens. Erst in der 2011/12 konnte er sich verbessern. In Nové Město erreichte er mit Platz 73 in einem Einzel sein bestes Ergebnis bei einem reinen Weltcup-Rennen. Noch besser verliefen seine ersten internationalen Meisterschaften bei den Männern, die Weltmeisterschaften 2012 in Ruhpolding. Im Einzel wurde Gavrilă 83., im Sprintrennen konnte er sich als 53. erstmals für das Verfolgungsrennen qualifizieren, in dem er den Rang hielt. Im Mixed-Staffelrennen wurde er zudem mit Éva Tófalvi, Pișcoran und Laurențiu Vamanu 19.

## Weltcupstatistik
Die Tabelle zeigt alle Platzierungen (je nach Austragungsjahr einschließlich Olympische Spiele und Weltmeisterschaften).
- 1.–3. Platz: Anzahl der Podiumsplatzierungen
- Top 10: Anzahl der Platzierungen unter den ersten zehn (einschließlich Podium)
- Punkteränge: Anzahl der Platzierungen innerhalb der Punkteränge (einschließlich Podium und Top 10)
- Starts: Anzahl gelaufener Rennen in der jeweiligen Disziplin
- Staffel: inklusive Mixed- und Single-Mixed-Staffeln

| Platzierung                    | Einzel | Sprint | Verfolgung | Massenstart | Staffel | Gesamt |
| ------------------------------ | ------ | ------ | ---------- | ----------- | ------- | ------ |
| 1. Platz                       |        |        |            |             |         |        |
| 2. Platz                       |        |        |            |             |         |        |
| 3. Platz                       |        |        |            |             |         |        |
| Top 10                         |        |        |            |             |         |        |
| Punkteränge                    |        |        |            |             | 4       | 4      |
| Starts                         | 6      | 16     | 1          |             | 4       | 27     |
| Stand: nach der Saison 2011/12 |        |        |            |             |         |        |